# 萨特兰
萨特兰（德語：Saterland，發音：[ˈzaːtɐˌlant]，發音：[ˈseːltɐˌloːunt]）是德国下萨克森州克洛彭堡县的市镇，面积为123.6平方千米，2023年12月31日总人口为14,313人。